# Los Molinos (Córdoba)
Los Molinos es una localidad situada en el departamento Calamuchita, provincia de Córdoba, Argentina.
Se encuentra situada sobre la ruta provincial N.º E56, en el norte departamental, a 90 km de la Córdoba.
La principal actividad económica es el turismo, debido a su ubicación serrana de fácil acceso, por su vegetación y Río Los Molinos. Cuenta con balnearios con ingresos y sectores públicos y privados, y distintos complejos turísticos donde se realizan actividades al aire libre y náuticas.
A 43km se encuentra Dique Los Molinos. El mismo fue construido por el ingeniero Fitz Simon, en 1948, sobre el curso de agua del río Los Molinos. 
El lago artificial tiene 2451 ha.

## Población
Cuenta con 455 habitantes (Indec, 2010), lo que representa un descenso del 19% frente a los 268 habitantes (Indec, 2010) del censo anterior.
| Gráfica de evolución demográfica de Los Molinos entre 1991 y 2022 |
|                                                                   |
| Fuente: Censos nacionales del INDEC                               |

### Sismicidad
La sismicidad de la región de Córdoba es frecuente y de intensidad baja, y un silencio sísmico de terremotos medios a graves cada 30 años en áreas aleatorias. Sus últimas expresiones se produjeron:
- 22 de septiembre de 1908 (116 años), a las 17.00 UTC-3, con 6,5 Richter, escala de Mercalli VII; ubicación 30°30′0″S 64°30′0″O / -30.50000, -64.50000; profundidad: 100 km; produjo daños en Deán Funes, Cruz del Eje y Soto, provincia de Córdoba, y en el sur de las provincias de Santiago del Estero, La Rioja y Catamarca[3]

- 16 de enero de 1947 (78 años), a las 2.37 UTC-3, con una magnitud aproximadamente de 5,5 en la escala de Richter (terremoto de Córdoba de 1947)[2]

- 28 de marzo de 1955 (70 años), a las 6.20 UTC-3 con 6,9 Richter: además de la gravedad física del fenómeno se unió el desconocimiento absoluto de la población a estos eventos recurrentes (terremoto de Villa Giardino de 1955)

- 7 de septiembre de 2004 (20 años), a las 8.53 UTC-3 con 4,1 Richter

- 25 de diciembre de 2009 (15 años), a las 21.42 UTC-3 con 4,0 Richter